# High House Tarn
Der High House Tarn ist ein See im Lake District, Cumbria, England. Der High House Tarn liegt südwestlich des Glaramara auf einem Bergrücken, der sich in südöstlicher Richtung weiter über Allen Crags zum Esk Hause Pass erstreckt. Der High House Tarn ist der größte See einer Gruppe von kleinen Seen, die auf den Karten der Ordnance Survey ansonsten nur mit der Bezeichnung Lincomb Tarns verzeichnet sind. Der See hat wie alle anderen Seen dieser Gruppe keinen erkennbaren Zu- oder Abfluss.